# Travelling optique

La imagen muestra el efecto producido por la manipulación de un zoom durante una toma

El travelling optique o recorrido óptico es el efecto obtenido por una modificación continua y regular de la distancia focal del objetivo, durante una toma. Se lo obtiene con un objetivo con variable focal llamado zum. El efecto en sí mismo muchas veces es impropiamente llamado « zoom » (así por ejemplo, con frecuencia se dice « zoom adelante » o « zoom atrás »).
El « travelling optique » se diferencia del « travelling adelante o atrás » en el sentido que en el primer caso la cámara no se desplaza físicamente, sino que simplemente provoca la ilusión de movimiento adelante o atrás. Así, no se modifica la perspectiva, sino la distancia aparente a un objeto.
Un "travelling optique adelante" combinado con "travelling" (real) atrás, y recíprocamente, puede producir un efecto muy particular llamado travelling compensado, o trans-trav. El « travelling físico » deforma la perspectiva, mientras que el « travelling optique » de sentido opuesto, permite conservar el punto de vista aparente. El resultado es por tanto una deformación de la perspectiva sin ilusión de desplazamiento.